# Barrerita
La barrerita és un mineral de la classe dels silicats que pertany al grup de la zeolita. Va ser anomenada en honor de Richard Maling Barrer (1910-1996).

## Característiques
La barrerita és un silicat de fórmula química Na₂(Si₇Al₂)O18·6H₂O. Cristal·litza en el sistema ortoròmbic en forma de cristalls laminars en formats, de 5 mm, amb {010}, {011} i {111}. La seva duresa a l'escala de Mohs és de 3 a 4.
Segons la classificació de Nickel-Strunz, la barrerita pertany a «09.GE - Tectosilicats amb H₂O zeolítica; cadenes de tetraedres de T10O20» juntament amb els següents minerals: clinoptilolita-Ca, clinoptilolita-K, clinoptilolita-Na, heulandita-Ca, heulandita-K, heulandita-Na, heulandita-Sr, heulandita-Ba, estilbita-Ca, estilbita-Na, stel·lerita, brewsterita-Ba i brewsterita-Sr.

## Formació i jaciments
La barrerita es forma en les parets de grans fractures en laves andesítiques i riolítiques profundament meteoritzades. Va ser descoberta a la Torre Sant' Efisio, a Nora (Província de Càller, Sardenya, Itàlia). També ha estat descrita a l'Argentina, el Canadà, els Estats Units, el Japó, Noruega, Romania i Rússia. Sol trobar-se associada a l'heulandita.